# Lebiediewo (obwód nowosybirski)
Lebiediewo (ros. Лебедево) – wieś (sieło) w Rosji, w obwodzie nowosybirskim, w rejonie toguczyńskim. W 2010 liczyła 895 mieszkańców.